# Bataille de Lutter
Guerre de Trente Ans
Batailles
La bataille de Lutter (Lutter am Barenberge) eut lieu pendant la guerre de Trente Ans, le 27 août 1626. Elle opposa, au sud de la ville de Salzgitter en Basse-Saxe, les armées catholiques du Saint-Empire et celles du Danemark commandées par leur roi Christian IV qui y subit une très lourde défaite. 

## La bataille
Le roi (luthérien) du Danemark entreprit en 1626, en liaison avec son allié Ernst von Mansfeld, une campagne militaire qui était prévue pour le mener tout d'abord en Thuringe, puis en Allemagne méridionale. La guerre, cantonnée jusqu'alors aux armées des domaines du Saint-Empire, s'étendait maintenant à d'autres puissances européennes, même si Christian IV, en tant que duc de Holstein, n'y était pas tout à fait étranger. Il s'agissait de porter secours aux protestants allemands qui avaient subi quelques semaines auparavant une sévère défaite au pont de Dessau.
Tilly, général en chef de l'armée de la Ligue catholique, parvint à l'attirer en cet endroit et à le forcer à attaquer. L'infanterie catholique enfonça par trois fois les formations danoises, mais fut retenue par une contre-attaque de la cavalerie. Cependant, à la longue, l'armée danoise ne put se maintenir et, lorsque son artillerie tout entière tomba aux mains de l'ennemi, la panique gagna les rangs danois. L'armée de Christian IV fit retraite pendant que lui-même retournait vers la ville de Stade. Les pertes danoises furent d'environ 6 000 morts et 2 500 prisonniers.
Après la bataille de Lutter, les princes du nord de l'Allemagne, jusqu'aux ducs de Mecklembourg, renoncèrent à porter aide à Christian IV. La victoire des troupes alliées à Ferdinand II inaugurait très mal la campagne danoise en Basse-Saxe qui allait se solder en 1629 par la paix de Lübeck. Elle marqua ainsi le déclin du Danemark en tant que grande puissance européenne.